# هولیستر
هولیستر (انگلیسی: Hollister) شرکت پوشاک آمریکایی است، که در سال ۲۰۰۰ تأسیس شد.